# Al-Bayda, Tadmur
al-Bayda (tiếng Ả Rập: البيضة; cũng đánh vần Beida; còn được gọi là al-Bayda al-Sharqiyah) là một ngôi làng ở miền đông Syria, một phần hành chính của Tỉnh Homs. Nó nằm ở sa mạc Syria trên con đường giữa Tadmur (Palmyra) ở phía đông và Tiyas ở phía tây. Theo Cục Thống kê Trung ương Syria (CBS), al-Bayda có dân số 670 người trong cuộc điều tra dân số năm 2004.